# Dawn (målning)
Dawn ("gryning") är en målning från 1989 av den norske konstnären Odd Nerdrum. Den visar fyra sittande män i ett mörkt klipplandskap.
Det är en av Nerdrums största målningar och en han har sagt sig vara "mycket nöjd med". Den tillhörde David Bowie från 1990 fram till Bowies död, varefter den såldes på auktion till rekordpris för en Nerdrummålning.

## Beskrivning
Fyra identiska män sitter vända åt vänster med benen rakt utsträckta. Deras huvuden är vända mot himlen med öppna munnar och stängda ögon. De är nakna så när som på svarta hättor och enkla lädermantlar över axlarna. På marken framför vardera man ligger en stav. Landskapet är grått utan någon växtlighet och med klippor i bakgrunden. På himlen syns en rad av smala, upplysta moln och vid horisonten fler ovanligt formade moln i ljuset från en soluppgång.

## Historik
Dawn visades vid Høstutstillingen 1989. Rockmusikern David Bowie köpte den genom Raab Galerie i Berlin under hösten 1990. Enligt Dagens Næringsliv betalade Bowie omkring 1,5 miljoner norska kronor för målningen. När Bowie besökte Oslo 22 oktober 1991 för en spelning med sin grupp Tin Machine ordnade han ett möte med Nerdrum. Enligt en av de närvarande ombads Nerdrum att under en timme berätta så mycket som möjligt för Bowie om sin världsåskådning och symboliken bakom Dawn.
Dawn har återkommande reproducerats i konstböcker om Nerdrum. Den ingick i separatutställningar tillägnade Nerdrum på Gerald Piltzer Galerie i Paris 1994 och Astrup Fearnley-museet i Oslo 1998.
Efter Bowies död såldes den på auktion den 11 november 2016. Sotheby's hade uppskattat värdet till 60 000–80 000 brittiska pund, men den såldes för 341 000 pund. Detta var nytt rekord för en Nerdrummålning; det tidigare rekordet hade hållits av Skyen sedan 2008.

## Eftermäle
Den amerikanska filmen The Cell, regisserad av Tarsem Singh och premiärvisad 2000, har en scen som är starkt påverkad av Dawn. Enligt Singh hade han sett målningen hemma hos Bowie.